# 国立アカデミー
国立アカデミー（こくりつアカデミー、National Academy）とは、政府より金銭的支援や公認を受けており、学術的な研究活動や、学術分野における標準化を行っている学術団体（学術アカデミー）。国により広く芸術・人文・科学分野をカバーしている国もあり、科学分野のみに集中している国もある（科学アカデミー）。

## 各国の国立アカデミー

### アジア
- アルメニア：アルメニア共和国国立科学アカデミー
- アゼルバイジャン：アゼルバイジャン国立科学アカデミー
- イスラエル：イスラエル科学・人文アカデミー
- インド：インド国立科学アカデミー（英語版） (INSA)、インド科学アカデミー（英語版）（IASc）、国立科学アカデミー・インド（英語版）  (NASI)、インド国立工学アカデミー（英語版）; Sahitya Akademi; National Bal Bhawan; Lalit Kala Akademi
- カンボジア：カンボジア王立アカデミー（英語版）
- タイ：タイ王立学院（英語版）
- トルコ：トルコ科学アカデミー（英語版）
- パキスタン：パキスタン文学アカデミー（英語版）、パキスタン科学アカデミー（英語版）
- フィリピン：国立科学技術アカデミー（英語版）
- 日本：日本学士院、日本芸術院、日本学術会議
- 中華民国（台湾）：中央研究院
- 中華人民共和国：中国科学院、中国工程院、中国社会科学院、中国農業科学院、中国医学科学院（中国語版）
- 香港：香港人文学院
- 韓国：韓国科学技術翰林院（朝鮮語版）、大韓民国学術院（朝鮮語版）など
- 北朝鮮：朝鮮民主主義人民共和国科学院

### アフリカ
- エチオピア：帝国学士院（英語版）（現存しない）

### 南北アメリカ
- アメリカ合衆国：全米アカデミーズ（4団体で構成：米国科学アカデミー (NAS)、全米技術アカデミー (NAE)、全米医学アカデミー (NAM)、全米研究評議会 (NRC)）
- カナダ：カナダ王立協会
- ブラジル：ブラジル科学アカデミー（英語版）

### オセアニア
- オーストラリア：オーストラリア科学院（英語版）、オーストラリア工学アカデミー（英語版）、オーストラリア人文科学アカデミー（英語版）、オーストラリア社会科学アカデミー（英語版）、ナショナル・アカデミーズ・フォーラム（英語版）

### ヨーロッパ
- アイルランド：ロイヤル・アイリッシュ・アカデミー（英語版）
- アルバニア：アルバニア科学アカデミー（英語版）
- イギリス：王立協会、イギリス学士院、ロイヤル・アカデミー・オブ・アーツ（王立芸術院）、王立工学アカデミー（英語版）、医学アカデミー (イギリス)（英語版）、エディンバラ王立協会（英語版）
- イタリア：アッカデーミア・デイ・リンチェイ、クルスカ学会、イタリア科学アカデミー、イタリア王立アカデミー
- ウクライナ：ウクライナ国立学士院
- エストニア：エストニア科学アカデミー（英語版）
- オーストリア：オーストリア科学アカデミー（ドイツ語版）
- オランダ：オランダ王立芸術科学アカデミー
- ギリシャ：アテネ・アカデミー（英語版）
- クロアチア：クロアチア科学技術アカデミー（英語版）
- コソボ：コソボ科学技術アカデミー（英語版）
- スウェーデン：スウェーデン王立科学アカデミー、スウェーデン・アカデミー、スウェーデン王立工学アカデミー（英語版）
- スペイン：レアル・アカデミア・エスパニョーラ 、王立サン・フェルナンド美術アカデミー、王立歴史アカデミー（英語版） 、スペイン王立科学アカデミー（スペイン語版） 、王立法学アカデミー（スペイン語版）
- スロベニア：スロベニア芸術科学アカデミー
- セルビア：セルビア科学芸術アカデミー
- チェコ：チェコ共和国科学アカデミー（英語版）
- デンマーク：デンマーク王立科学アカデミー（英語版）
- ドイツ：国立科学アカデミー・レオポルディーナ
- ノルウェー：ノルウェー科学文学アカデミー（英語版）
- バチカン：ローマ教皇庁科学アカデミー
- ハンガリー：ハンガリー科学アカデミー
- フィンランド：フィンランド科学文学アカデミー（英語版）
- フランス：フランス学士院（傘下に5アカデミーが含まれる）、1922年に設立されたフランス海外学士院
- ブルガリア：ブルガリア科学アカデミー（英語版）
- ベラルーシ：ベラルーシ科学アカデミー（英語版）
- ベルギー： ベルギー王立科学芸術アカデミー（英語版）、ベルギー王立アカデミー（英語版）（フランス語圏）、ベルギー王立フランドル科学芸術アカデミー（英語版）（オランダ語圏）
- ボスニア・ヘルツェゴビナ：ボスニア・ヘルツェゴビナ科学技術アカデミー（英語版）
- ポーランド：ポーランド科学アカデミー、ポーランド学術アカデミー（英語版）
- ポルトガル：リスボン科学アカデミー（英語版）
- マケドニア：マケドニア科学技術アカデミー（英語版）
- ルーマニア：ルーマニア・アカデミー（英語版）
- ロシア：ロシア科学アカデミー、ロシア芸術アカデミー（英語版）など